# ウィリアム・ポンソンビー (初代ダンキャノン子爵)
初代ダンキャノン子爵ウィリアム・ポンソンビー（英語: William Ponsonby, 1st Viscount Duncannon PC (Ire)、1659年 – 1724年11月17日）はアイルランド王国の貴族、政治家。

## 生涯
ベスバラのサー・ジョン・ポンソンビー（1608年/1609年 – 1678年）と2人目の妻エリザベス・フォリオット（Elizabeth Folliott、初代フォリオット男爵ヘンリー・フォリオットの娘）の三男として、1659年に生まれた。1677年11月14日にダブリン大学トリニティ・カレッジに入学した。その後、陸軍大佐になり、1692年から1693年まで、1695年から1699年まで、1703年から1721年までアイルランド庶民院議員を務めた。
1715年11月11日にアイルランド枢密院の枢密顧問官に任命されたほか、1721年9月11日にアイルランド貴族のベスバラ男爵に叙され、23日にアイルランド貴族院議員に就任した後、1723年2月28日にアイルランド貴族のダンキャノン子爵に叙された。
1724年11月17日に死去、長男ブラバゾンが爵位を継承した。死後、フィッダウンの教会に埋葬された。

## 家族
メアリー・ムーア（Mary Moore、1713年5月26日没、ランドル・ムーア（Randle Moore）の娘）と結婚、ブラバゾン（後の第2代ダンキャノン子爵、初代ベスバラ伯爵）をはじめとする子女をもうけた。